# سامي رافع
سامى رافع محمد (08 إبريل 1931- 14 مايو 2019)، من الفنانين المعاصرين القلائل للفن التشكيلي وصاحب تصميم النصب التذكارى للجندى المجهول الشهير بمنطقة مدينة نصر وله أيضاً العديد من الأعمال الفنية بالمتحف المصري الحديث، دار الأوبرا ومتاحف الكليات وغيرها كما شارك في العديد من المعارض المصرية والدولية وبعض من المؤلفات والأنشطة الثقافية.

## المراحل الدراسية
بكالوريوس كلية الفنون الجميلة قسم ديكور 1948 . 
دبلوم كلية الفنون الجميلة بالقاهرة 1956 . 
دبلوم المعهد العالى للتربية الفنية بالقاهرة 1957 . 
دبلوم أكاديمية الفنون الجميلة بفيينا قسم الديكور المسرحى 1966 . 
معادلة الدكتوراه 1977 .

## العضوية
عضو مجلس إدارة اتيليية القاهرة. 
عضو نقابة الفنانين التشكيليين 290 / 38 ديكور. 

## الوظائف والمهن التي اضطلع بها الفنان
وكيل نقابة الفنانين التشكيليين. 
معيد بكلية الفنون الجميلة. 
إدارة خشبة مسرح دار الاوبرا. 
أستاذ بكلية الفنون الجميلة بالقاهرة. 
رئيس قسم الديكور بكلية الفنون الجميلة جامعة حلوان سابقاً. 
أستاذ متفرغ بكلية الفنون الجميلة جامعة حلوان منذ 1991 . 
أستاذ غير متفرغ بكلية الفنون الجميلة 2001 حتى الآن.

## الأماكن التي عاش بها الفنان
القاهرة. 
فيينا بالنمسا.

## المعارض الخاصة
معرض ديكور مسرح بفيينا 1966 . 
معرض ديكور مسرح بدار الاوبرا بالقاهرة 1968 . 
معرض الخط العربي (أسماء الله الحسنى) بمعهد جوتة 1974 . 
معرض بعنوان (60 سنة فن) بصالات مجمع الفنون بالزمالك 2005 .

## المعارض الجماعية المحلية
معرض الربيع ـ جمعية خريجى كلية الفنون الجميلة 1954 . 
جميع معارض الربيع ـ جمعية خريجى كلية الفنون الجميلة 1955 ـ 1977 . 
المعرض العام ـ إدارة الفنون الجميلة 1970 ـ 1977 . 
صالون الخريف 1973 . 
معرض بالجامعة الأمريكية 1974 . 
معرض بجامعة عين شمس 1975 . 
معرض بقاعة كلية الفنون الجميلة بالقاهرة 1975 . 
صالون الأتيلييه بالقاهرة 1976 . 
معرض بكلية الفنون الجميلة 1980 . 
معرض الفن والعمارة بصالة الهناجر بالاوبرا 2002 . 
مهرجان الإبداع التشكيلى الثالث (المعرض العام الدورة الثانية والثلاثون) 2009 . 
معرض (المرأة والفن التشكيلى) بقصر الأمير طاز مارس 2010 .

## المعارض الجماعية الدولية
معرض في وارسو 1955 . 
معرض في موسكو 1957 . 
سمبوزيوم الخزف بالنمسا 1964 . 
المعرض الدولى للخزف جموندن ـ النمسا 1964 . 
المعرض الدولى للخزف فيينا 1965 . 
بينالى الإسكندرية العاشر لدول البحر المتوسط 1974 . 
- معارض في باريس ـ الخرطوم كانسيرمير بفرنسا عام 1976 . 
معرض في لاجوس 1977 . 
معرض بروما ـ بوخارست 1979 . 
معرض بباريس 1981 . 
معرض بسارلاند - ألمانيا 1985 . 
البينالى الرياضى الدولى برشلونة أسبانيا 1986 . 
ملتقى الأقصر الدولى السادس للتصوير بالأقصر ديسمبر 2013 (مكرمون).

## الزيارات الفنية
زيارة لمدة شهر لبولندا 1955 . 
زيارة لمدة شهر لموسكو 1957 . 

## البعثات والمنح
منحة دراسية في بولندا لدراسة أفلام الكرتون لمدة 6 أشهر 1959 . 
بعثة دراسية في النمسا لمدة 5 سنوات منها عام كامل في دار أوبرا فيينا 1962 .

## المهام الفنية التي كلف بها والاسهامات العامة
عضو مجلس إدارة جمعية الأتيليه بالقاهرة في الثمانينات. 
عضو اللجنة الفنية للطوابع البريدية. 
عضو مجلس إدارة نقابة الفنانين التشكيليين منذ إنشائها عام 1978 . 
عضو اللجنة الفنية العليا لتطوير المتاحف ـ وزارة الثقافة. 
عضو اللجنة العليا المسئولة عن الإعلانات لمدينة القاهرة ـ محافظة القاهرة. 
عضو اللجنة العلمية الدائمة لوظائف الأساتذة والأساتذة المساعدين ـ المجلس الأعلى للجامعات من 1983 : 2001 . 
عضو لجنة الفنون التشكيلية ـ وزارة الثقافة 1980 : 1986 . 
شارك في لجنة تطوير وتغيير تصميمات جميع العملات الورقية المصرية 1980 في القاهرة ولندن. 
شارك في لجنة إنشاء الأوبرا الجديدة 1983 : 1985 . 
أشرف وناقش 30 رسالة دكتوراه وماجستير في أربع كليات فنية. 
اشترك في تحكيم جائزة الدولة التشجيعية للفنون لعدة سنوات ـ المجلس الأعلى للثقافة.

## الموسوعات المحلية والعالمية المدرج فيها اسم الفنان
موسوعة Who`s Who In The World بأمريكا. 
كتب عنه الناقد مختار العطار في كتابه الأخير ` رواد الفن وطليعة التنوير في مصر `الجزء الثالث ` من إصدارات هيئة الكتاب 1999 تحت عنوان سامى رافع صاحب الهرم الرابع وديكورات مترو الانفاق فنان من طراز جديد.

## المؤلفات والأنشطة الثقافية
اشترك في إدارة جلسات كل من: 
مؤتمر آفاق المستقبل ـ دار الأوبرا 1992 . 
مؤتمر الفنون الشعبية والتراث بكلية التربية الرياضية ـ جامعة الإسكندرية 1993 . 
مؤتمر الفن والبيئة بكلية التربية الفنية ـ جامعة حلوان 1994 . 
مؤتمر الفن والثقافة وآفاق القرن 21 بكلية الفنون الجميلة جامعة الإسكندرية 1995 . 
الاخراج التشكيلى على خشبة المسرح. 
أوجد هذا المفهوم الجديد عام 1980 وأشرف على رسالتين ماجستير للأوبرا والمسرح الدرامى بهذا العنوان. 
تصميم عدد من أغلفة الكتب والطوابع التذكارية والبوسترات.

## الجوائز المحلية
الجائزة الأولى من مسابقة الإنتاج الفنى وزارة التعليم 1955 . 
الجائزة الأولى تصوير زخرفى من مسابقة الإنتاج الفنى وزارة التعليم 1956 . 
جائزة تأليف كتاب (الفخار المصري الشعبي) تحت الطبع 1957 . 
الجائزة الأولى لاعلان السلام العالمى ـ هيئة اليونسكو بالقاهرة 1962. 
الجائزة الأولى إعلان سياحى عن مشروع الصوت والضوء لأهرام الجيزة ـ هيئة الاستعلامات 1962 . 
الجوائز الأولى في مسابقات الإعلان السياحى وزارة السياحة 1971 : 1973. 
الجائزة الأولى لشعار مدينة القاهرة مشترك مع الفنان / رشاد منسى 1973 . 
أربعة عشرة جائزة أولى لطوابع بريد تذكارية ـ هيئة البريد 1973 : 1975 . 
الجائزة الأولى عن النصب التذكارى للجندى المجهول من مسابقة وزارة الإسكان 1975 . 
الجائزة الثانية النصب التذكارى للجندى المصري في مدينة الإسماعيلية ـ وزارة الإسكان 1976 . 
الجائزة الأولى شعار وزارة الإسكان والتعمير 1976 . 
الجائزة الثالثة النصب التذكارى لمدينة العاشر من رمضان ـ وزارة الإسكان 1979 . 
الجائزة الثالثة النصب التذكارى لمدينة السادات ـ وزارة الإسكان 1980 
الجائزة الأولى شعار الأزهر في عيده الألفى 1982 . 
الجائزة الثالثة النصب التذكارى لميدان القاهرة بالرياض ـ وزارة الإسكان 1991 . 
رشح لجائزة مبارك في الفنون 1999، 2001، 2002، 2003، 2004.

## مقتنيات خاصة
لدى بعض الافراد بمصر، النمسا، ألمانيا.

## مقتنيات رسمية
متحف الفن المصري الحديث. 
متحف كلية الفنون الجميلة بالقاهرة. 
متحف الفنون الجميلة الإسكندرية. 
دار الأوبرا المصرية. 
قاعة المؤتمرات الدولية بالقاهرة. 
متحف كلية الفنون الجميلة بالمنيا.

## الأعمال الفنية الهامة في حياة الفنان
تصميم ديكورات للمسرح ديكور اوبريت (حياة فنان) على خشبة مسرح دار الاوبرا 1970 . 
تصميم النصب التذكاري للجندي المجهول بالقاهرة بتكليف من وزارة الإسكان ارتفاع 32 متراً عام 1975 . 
ديكور أوبرا (مدام بترفلاى) على خشبة مسرح الجمهورية 1981 . 
ديكور أوبرا (عايدة) على خشبة مسرح الجمهورية 1984 . 
تصميم عملتين فضيتين الأولى من فئة الجنية بمناسبة مرور 75 عاماً على إنشاء كلية الفنون الجميلة بالقاهرة عام 1984 والثانية خمسة جنيهات بمناسبة مرور خط مترو الأنفاق تحت النيل 1999 . 
تصميم الرسوم الحائطية للخط الثاني لمترو الانفاق بالقاهرة ويشمل على 19 محطة تبلغ مساحة الرسوم فيها 3250 متر مربع 1992 : 2001 . 
النحت البارز لشعار الدولة من الرخام 180 سم في مبنى وزارة الخارجية 1992 . 
إعادة تطوير وتجميل منطقة المسلة التاريخية بجوار مطار القاهرة الدولى (رمسيس الثاني) منذ 2000 حتى 2004 . 
تصميم 17 طابع بريد تذكارى. 
تصميم 15 اعلاناً حائطيا لمجالات ثقافية مختلفة. 
تصميم ما يزيد على 40 غلاف كتاب ورسوم لكتابين للاطفال. 
تصميم مجموعة شعارات تزيد على 40 شعاراً لعدة هيئات مختلفة. 
عدة تصميمات في مجال العمارة الداخلية لأماكن مختلفة. 
تصميم بوستر الأزهر في ألف عام. 
تصميم النصب التذكارى لمدينة العاشر من رمضان 1979 . 
عمل النصب التذكارى لمدينة السادات المقام على طريق مصر الإسكندرية الصحراوى وقد نحت فيه كلمة السادات بحروف بارزة 1980

## المؤثرات التي انعكست على الفنان فكرياً وفنياً
أعماله الفنية الإبداعية المنفذة في مجالات الحياة العامة تتسم بارتباطها بالجماهير ومخاطبتهم مباشرة ولاتدور في فلك المقتنيات المتحفية أو الخاصة لهذا يمكن ان تتصف بالفن الجماهيرى.